# Viktorivka, Kozeatîn
Viktorivka (în ucraineană Вікторівка) este un sat în comuna Voskodavînți din raionul Kozeatîn, regiunea Vinnița, Ucraina.

## Demografie
Componența lingvistică a localității Viktorivka
     Ucraineană (100%)
Conform recensământului din 2001, toată populația localității Viktorivka era vorbitoare de ucraineană (100%).